# ویلیام آلبرایت
ویلیام فاکسول آلبرایت (انگلیسی: William Foxwell Albright؛ ۲۴ مهٔ ۱۸۹۱ – ۱۹ سپتامبر ۱۹۷۱) یک زبان‌شناس و انسان‌شناس اهل ایالات متحده آمریکا بود.